# Pajarejos
Pajarejos ist ein Ort und eine nordspanische Gemeinde (municipio) mit 24 Einwohnern (Stand: 2024) in der Provinz Segovia in der Autonomen Gemeinschaft Kastilien-León.

## Lage und Klima
Die Gemeinde Pajarejos liegt etwa 52 km (Fahrtstrecke) nordöstlich von Segovia in einer mittleren Höhe von ca. 985 m. Das Klima ist im Winter rau, im Sommer dagegen gemäßigt bis warm; Regen (ca. 570 mm/Jahr) fällt übers Jahr verteilt.

## Bevölkerungsentwicklung
| Jahr      | 1970 | 1981 | 1991 | 2001 | 2011 | 2021 |
| Einwohner | 93   | 64   | 50   | 42   | 22   | 24   |

## Sehenswürdigkeiten

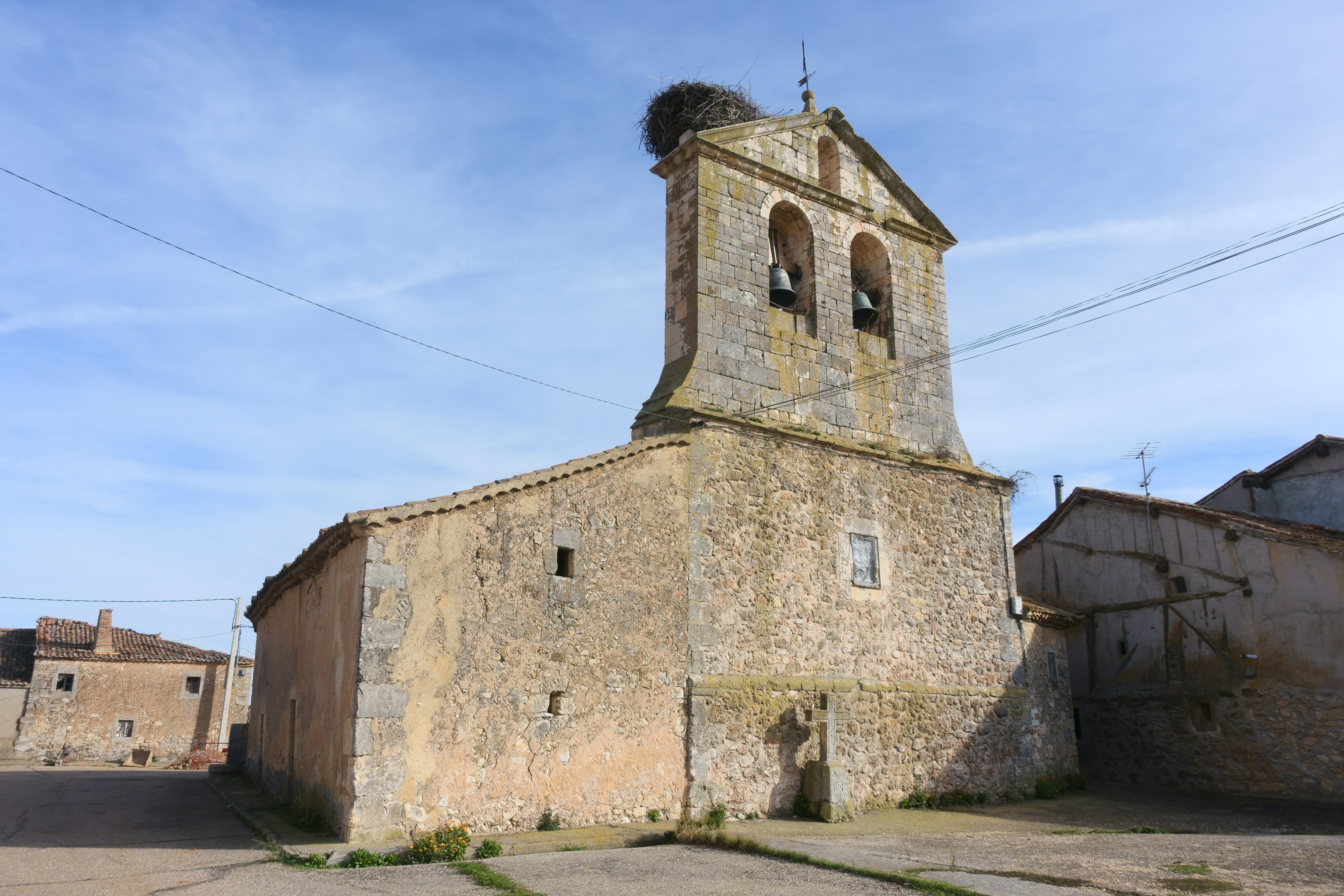
Dominikuskirche
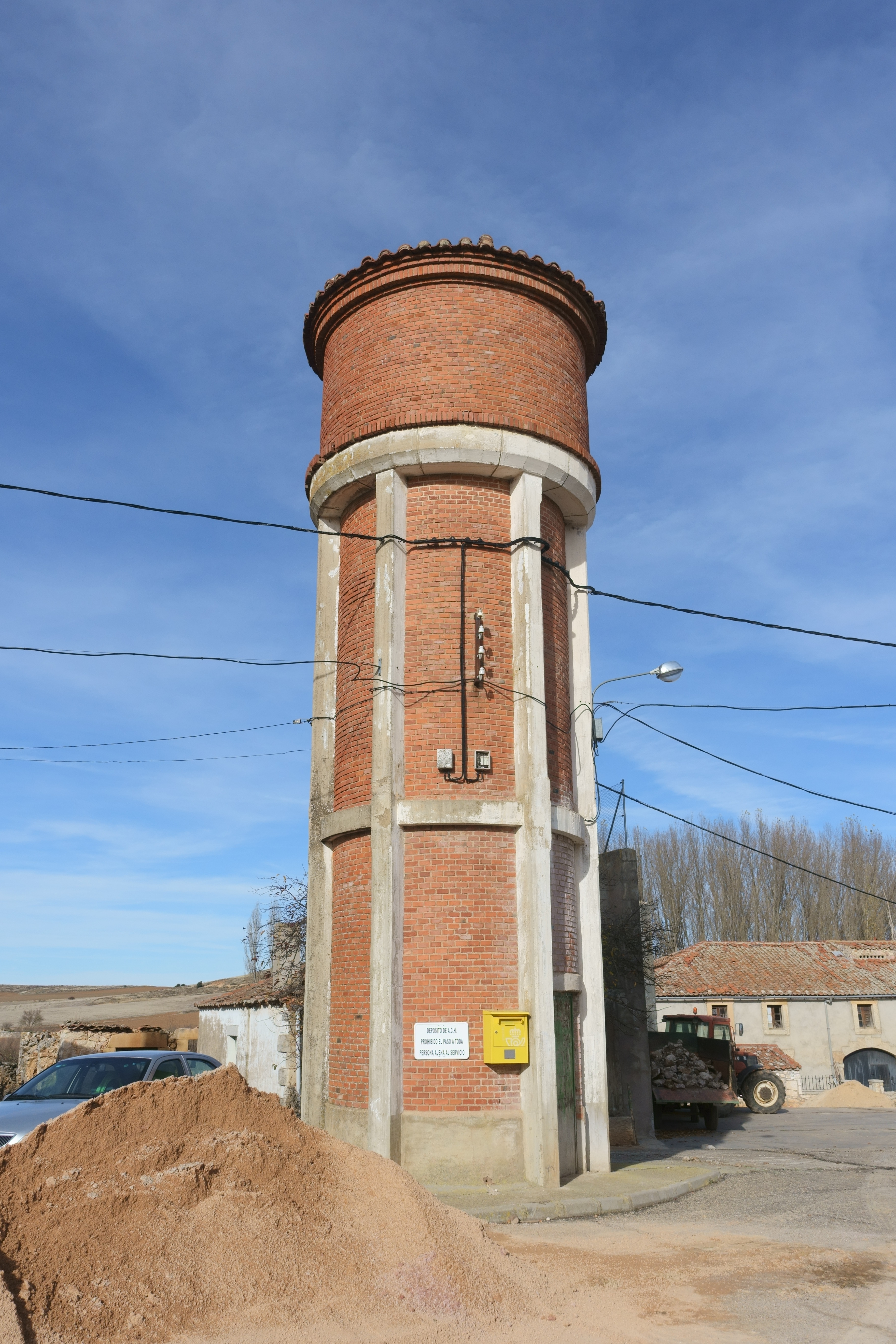
Wasserturm
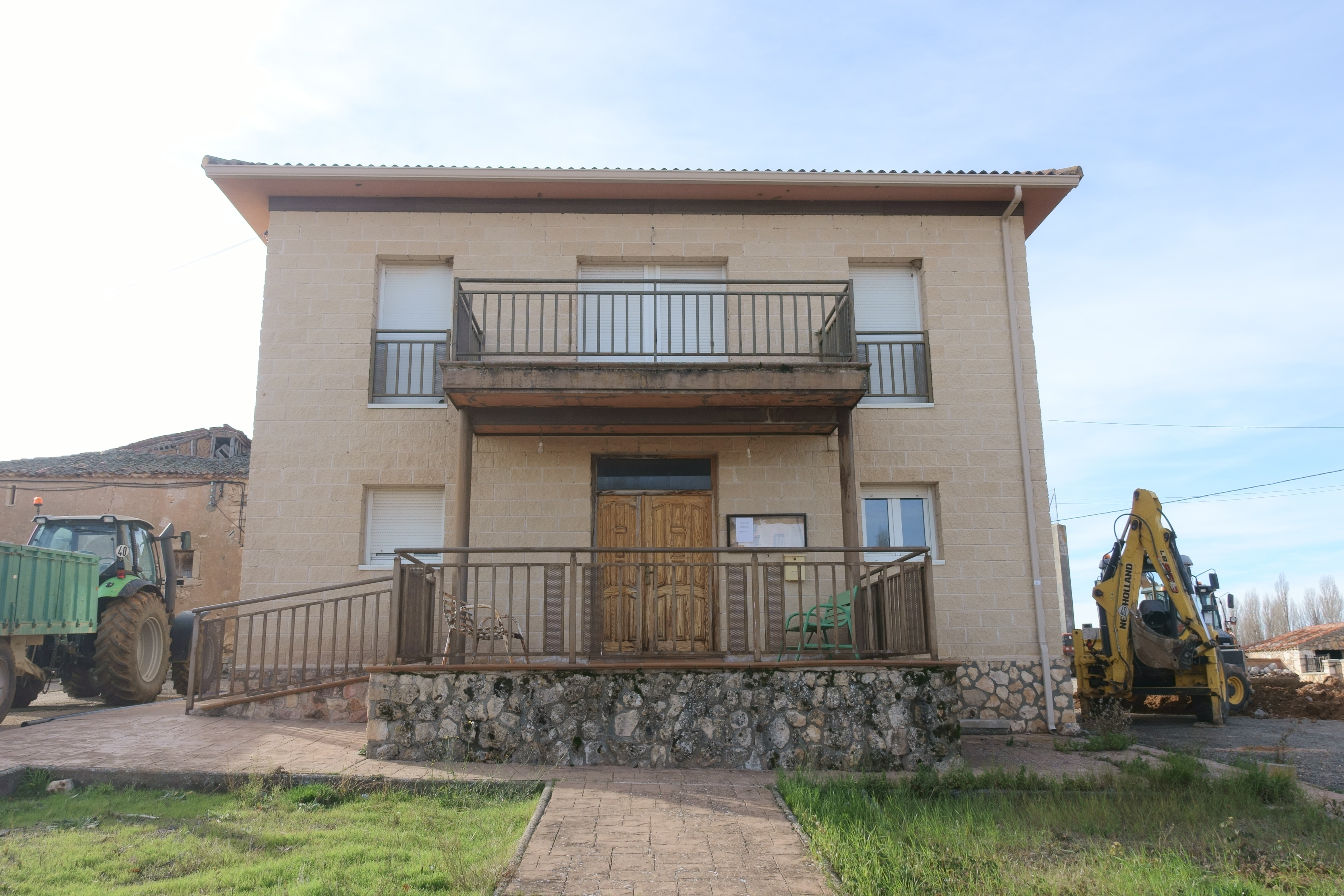
Rathaus

- Dominikuskirche
- Wasserturm
- Rathaus